# Roméo Calenda
Roméo Calenda (Meulan-en-Yvelines, 21 agosto 1972) è un ex calciatore francese, di ruolo centrocampista.

## Caratteristiche tecniche
Giocava come trequartista.